# Daniela Piepszyk
Daniela Adler Piepszyk (31 de janeiro de 1995, São Paulo) é uma atriz e diretora brasileira. Se tornou conhecida em 2006 pelo filme O Ano em que Meus Pais Saíram de Férias, pelo qual foi nomeada como Melhor Atriz Coadjuvante do Prêmio Contigo! em 2007. Em 2012 foi protagonista do seriado Família Imperial.

## Filmografia

### Cinema
| Ano  | Título                                  | Personagem |
| ---- | --------------------------------------- | ---------- |
| 2006 | O Ano em que Meus Pais Saíram de Férias | Hanna      |
| 2009 | Insolação                               | Zoyka      |
| 2013 | E Além de Tudo Me Deixou Mudo o Violão  | Erica      |

### Televisão
| Ano     | Título                                       | Personagem                        | Nota                   |
| ------- | -------------------------------------------- | --------------------------------- | ---------------------- |
| 2008    | Alice                                        | Regina Célia de Paula Zanetti     |                        |
| 2009    | Tudo Novo de Novo                            | Carolina Vianna Sampaio (Carol)   |                        |
| 2010    | Alice: O Primeiro Dia do Resto da Minha Vida | Regina Célia de Paula Zanetti     | Especial de fim de ano |
| 2010    | Alice: A Última Noite                        | Regina Célia de Paula Zanetti     | Especial de fim de ano |
| 2012–13 | Família Imperial                             | Iara Imperial / Lucrécia Imperial |                        |

## Direção
| Ano  | Título            | Notas                                 |
| ---- | ----------------- | ------------------------------------- |
| 2014 | Cidadão Reformado | Assistente de direção; Curta-metragem |
| 2016 | Folclore          | Assistente de direção; Curta-metragem |

## Prêmios e indicações
| Ano  | Prêmio         | Categoria                | Trabalho                                | Resultado |
| ---- | -------------- | ------------------------ | --------------------------------------- | --------- |
| 2007 | Prêmio Contigo | Melhor Atriz Coadjuvante | O Ano em que Meus Pais Saíram de Férias | Indicada  |